# Epidendrum dodsonii
Epidendrum dodsonii är en orkidéart som beskrevs av Eric Hágsater och E.Santiago. Epidendrum dodsonii ingår i släktet Epidendrum och familjen orkidéer.
Artens utbredningsområde är Ecuador. Inga underarter finns listade i Catalogue of Life.